# Gujarati (volk)
Gujarati (Gujarati: ગુજરાતી લોકો Gujǎrātī loko) of Gujaratis zijn een Indo-Arische etnolinguïstische groep die van oorsprong de Gujarati taal spreekt, en die afkomstig is uit het deelstaat Gujarat in noordwest India. Beroemde Gujaratis zijn onder andere Sardar Vallabhbhai Patel, Mohandas Gandhi, Mukesh Ambani en Swami Dayananda Saraswati. Er zijn ongeveer 40-60 miljoen Gujarati.
Onder de islamitische Gujarati is Mohammed Ali Jinnah, stichter van Pakistan, een bekend persoon. Hij verhuisde echter naar Pakistan na de afscheiding van India.